# Lewan Tediaschwili

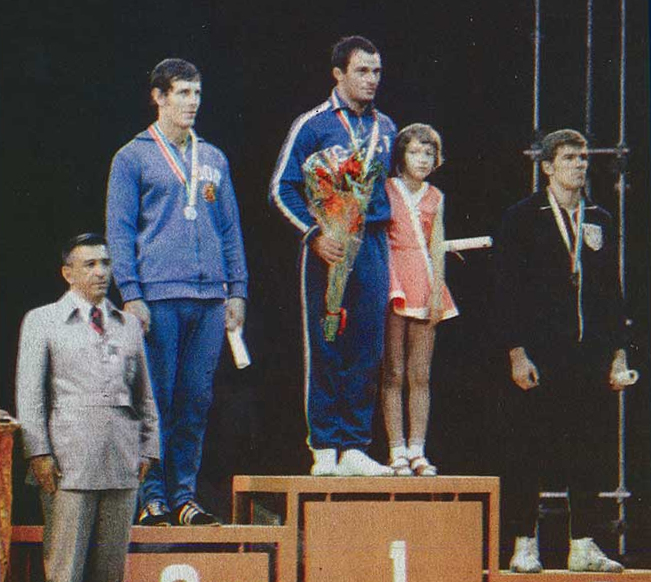
Horst Stottmeister, Levan Tediashvili und Benjamin Peterson, Weltmeisterschaft in Teheran 1973

Lewan Kitojewitsch Tediaschwili (georgisch ლევან თედიაშვილი; * 15. März 1948 in Sagaredscho, Kachetien; † 17. Februar 2024) war  ein sowjetischer Ringer und späterer georgischer Politiker.

## Leben
Er war Mitglied von Lokomotive Tiflis und erlernte dort das Ringen. Ausschließlich im freien Stil aktiv, gehörte zwischen 1970 und 1980 zur absoluten Weltspitze. Höhepunkte seiner Laufbahn waren die Olympiasiege 1972 in München und 1976 in Montreal. Er verlegte auch den deutschen Weltklasseringern Horst Stottmeister aus Leipzig und Peter Neumair aus München einige Male den Weg aufs oberste Treppchen. 1978 gelang es Harald Büttner als einzigem deutschen Ringer Tediaschwili zu schlagen.
Nach der politischen Wende in der Sowjetunion engagierte sich Tediaschwili in seinem Heimatland Georgien und wurde Politiker. Er war Mitglied des georgischen Parlaments und als Anwalt an der Universität Tiflis tätig. Für seine Verdienste um den Ringersport wurde er im September 2005 in die FILA International Wrestling Hall of Fame aufgenommen.

## Internationale Erfolge
(OS = Olympische Spiele, WM = Weltmeisterschaft, EM = Europameisterschaft, Mi = Mittelgewicht, HS= Halbschwergewicht, S = Schwergewicht)
- 1970, 6. Platz, EM in Berlin, F, Mi, mit Siegen über Kampik, Polen, Deak, Ungarn und Niederlagen gegen Horst Stottmeister und Vasile Iorga, Rumänien;
- 1971, 1. Platz, WM in Sofia, Mi, F, mit Siegen über Sasaki, Japan, Jan Wypiórczyk, Polen, Niang, Senegal, Horst Stottmeister, Kurt Elmgren, Schweden, Hajilou, Iran und Vasile Iorga;
- 1972, Goldmedaille, OS in München, F, Mi, mit Siegen über Peter Neumair, Deutschland, Ibrahim Diop, Senegal, Tömöriin Artag, Mongolei, Kurt Elmgren, Schweden, John Peterson, USA und einem Unentschieden gegen Vasile Iorga;
- 1973, 1. Platz, WM in Teheran, F, HS, mit Siegen über Bülbül, Türkei, Ino, Japan, Hosianikhorami, Iran, Károly Bajkó, Ungarn, Horst Stottmeister und Benjamin Peterson, USA;
- 1974, 1. Platz, EM in Madrid, F, HS, mit Siegen über Dimo Kostow, Bulgarien, Roland Andersson, Schweden, Mehmet Tepe, Türkei, Kurczewski,  Polen, Ion Dumitru, Rumänien und Horst Stottmeister;
- 1974, 1. Platz, WM in Istanbul, F, HS, mit Siegen über Jimmy Martinetti, Schweiz, Kamada, Japan, Mehmet Güclü, Türkei, Kurczewski, George Richey, USA und Ismail Abilow, Bulgarien;
- 1975, 1. Platz, WM in Minsk, F, HS, mit Siegen über Peter Neumair, Géza Molnár, Ungarn, Russell Hellickson, USA, Schukri Ljutwiew, Bulgarien und Horst Stottmeister;
- 1976, 1. Platz, EM in Leningrad, F, HS, mit Siegen über Astolla, Italien, Ahmedov, Géza Molnár, Stelică Morcov, Rumänien, Klaus Gierke, DDR und Neumair;
- 1976, Goldmedaille, OS in Montreal, F, HS, mit Siegen über Maurice Allan, Großbritannien, Frank Andersson, Schweden, Wayne Thomas, Amerikanische Jungferninseln, Horst Stottmeister, Terry Paice, Kanada, Benjamin Peterson und Stelică Morcov;
- 1978, 1. Platz, EM in Sofia, F, S, vor Güclü, Vasile Pușcașu, Rumänien, Harald Büttner, DDR, Strnisko, CSSR und Ali Mustafov, Bulgarien;
- 1978, 2. Platz, WM in Mexiko-Stadt, F, S, mit Siegen gegen Güclü, Bielenburg, USA, Solimani, Iran, Pușcașu, Morgan, Kuba und einer Niederlage gegen Harald Büttner